# Terry Long
(en) Statistiques sur pro-football-reference
Terry Long , né le 21 juillet 1959 et mort le 7 juin 2005, est un sportif professionnel de football américain ayant joué au poste d'offensive guard en National Football League (NFL). 

## Biographie
Il étudie à l'Université de Caroline du Sud et y joue pour son équipe de football américain des Pirates d'East Carolina de 1980 à 1983 au sein de la NCAA Division I FBS. 
Il est sélectionné par la franchise des Steelers de Pittsburgh en 111e choix global lors du quatrième tour de la draft 1984 de la NFL. Il y joue 105 matchs de 1984 à 1991 avant d'être contraint de prendre sa retraite.
Le film Seul contre tous (2015) évoque les difficultés rencontrées par le joueur à la fin de sa vie. Les multiples chocs crâniens subis tout au long de sa carrière sont une cause potentielle de celles-ci.
Long se suicide en juin 2005 en ingurgitant une bouteille d'antigel. Une autopsie révèle qu'il souffrait d'une encéphalopathie traumatique chronique (CTE) conséquence de sa carrière de footballeur. Son cerveau a été étudié par le neuropathologiste Bennet Omalu. Il avait déjà tenté de se suicider en 1991, après avoir été testé positif au test de stéroïdes de la NFL.
Il fait partie des 345 joueurs NFL à avoir été diagnostiqué avec cette maladie après leur mort. La mort de Long, au même titre que celles de Mike Webster, Tom McHale, Andre Waters (en) et Justin Strzelczyk, est considérée comme l'un des éléments ayant contribué à la découverte et la vulgarisation de l'encéphalopathie traumatique chronique par Bennet Omalu.